# Ariel Holan
Ariel Enrique Holan (Buenos Aires, 14 de septiembre de 1960) es un entrenador argentino de fútbol. Actualmente dirige a Rosario Central de la Liga Profesional.
Como entrenador ha sido campeón de la Copa Sudamericana con Independiente de Avellaneda en 2017. Además dentro de los deportes destaca como entrenador de hockey sobre césped.  

## Trayectoria

### Hockey
Inició su carrera deportiva como director técnico de hockey sobre césped, actividad que realizó durante más de 10 años en los principales clubes de Argentina. Siendo el director técnico de la selección femenina de hockey sobre césped de Uruguay, obtuvo la medalla de bronce en los Juegos Panamericanos de 2003, celebrados en Santo Domingo. El reconocimiento que obtuvo como entrenador le permitió ser invitado a dictar clínicas de fútbol en Estados Unidos en Pennsylvania y Atlantic City.
Entrenaba todas las divisiones del Club Alemán de Lomas de Zamora (SAGLZ) en el año 82-87. Mostró capacidad de llevar todas las divisiones. Llevó al equipo femenino de hockey de Banfield desde las últimas divisiones a la segunda división. Dirigió a la selección femenina de hockey sobre césped de Uruguay, logrando una medalla en los Juegos Panamericanos 2003 en Santo Domingo. Posteriormente dirigió un seleccionado de Buenos Aires, viajando en ocasiones a Estados Unidos para dictar charlas y clínicas.

### Fútbol
En el fútbol profesional inició su carrera en 2004, como miembro del equipo de colaboradores de Jorge Burruchaga en su paso por Arsenal de Sarandí, Estudiantes de La Plata y posteriormente en Independiente de Avellaneda. Entre 2006 y 2008 se desempeñó como director de la escuela de fútbol de Independiente. Posteriormente se sumó como ayudante de campo de Jorge Burruchaga cuando este asumió como director técnico del Club Atlético Banfield. Al finalizar el contrato, continuó junto al mismo entrenador en un nuevo paso por Arsenal Fútbol Club durante la temporada 2009/2010.
Al inicio de 2011 tomó la dirección técnica de inferiores en Argentinos Juniors hasta que fue convocado por el Club Atlético River Plate para formar parte del cuerpo técnico liderado por Matías Almeyda tras el primer descenso de la historia de este club. Luego de un año de trabajo el club logró el objetivo, obteniendo el campeonato de Primera B Nacional y así ascendiendo al equipo a la Primera División de Argentina. El Millonario finalizó con un total de 73 puntos (20 partidos ganados, 13 empatados y 5 perdidos), con 66 goles a favor y 28 en contra. Con el mismo cuerpo técnico iniciaron el Campeonato de Primera División 2012/13, culminando su contrato con River Plate cuando el club decidió finiquitar el contrato con Matías Almeyda.

#### Defensa y Justicia
En junio de 2015 Defensa y Justicia confirmó en su cuenta de Twitter la contratación de Holan como director técnico, sustituyendo a Darío Franco. Trabajó en el club de Florencio Varela hasta el 14 de noviembre de 2016.
En 2016 el club hizo historia al eliminar a Independiente de la Copa Argentina 2015/16 con un gol de Andres Ríos, y obtener el 4º puesto de la Zona B en el torneo de Primera División 2016, que lo clasificó a su primer torneo internacional, la Copa Sudamericana 2017.

#### Independiente
Tras un buen paso por el Halcón de Varela, el 29 de diciembre de 2016 fue convocado por el Club Atlético Independiente para dirigir su equipo de primera división tras la salida de Gabriel Milito, firmando un contrato hasta diciembre de 2017. En los primeros días de trabajo fue muy cuestionado por periodistas y exfutbolistas como Jorge Burruchaga, Ricardo Enrique Bochini o Daniel Bertoni, los cuales luego pidieron sus respectivas disculpas.[cita requerida] Las críticas surgieron a partir de un audio que se filtró de Holan hablando sobre como quería ver jugar a su Independiente y por su metodología de trabajo, por el uso de equipamiento de alta tecnología para el seguimiento del rendimiento de los jugadores.[cita requerida] La prensa amarilla y ciertos personajes del fútbol, poco acostumbrados al uso profesional de la tecnología en el deporte, consideraron estas declaraciones como una sobre-exposición.[cita requerida] Estas críticas se fueron disipando a medida que el equipo empezó a jugar tal cual él había dicho, recuperando la identidad de juego que caracterizó a Independiente en los mejores años de su historia.
El 13 de diciembre de 2017 se consagró campeón de la Copa Sudamericana empatando 1 a 1 en el mítico estadio Maracaná frente al Flamengo, quedando así 3-2 en el global. Esta victoria fue de una real importancia para el club, ya que no tenía ningún título desde 2010 y había pasado una temporada en la segunda categoría del fútbol argentino, algo inédito en su historia. El público de Club Atlético Independiente agradeció al entrenador y le tomó gran cariño por el título y juego que logró imprimirle al equipo. Una semana después de salir campeón decidió no renovar su contrato debido a las constantes amenazas de barrabravas del club, por no acceder a supuestos pagos. Fue el primer caso que un director técnico profesional realiza una denuncia penal por estos actos delictivos de los que fue víctima. Luego de conversaciones, unos días más tarde revocó su decisión, cuando el ministro de Seguridad de la Provincia de Buenos Aires, Cristian Ritondo, le dio garantías de la seguridad propia y de su grupo familiar. Con esto, decide continuar en el cargo y renovar su contrato hasta el 31 de diciembre de 2018. 
El 28 de junio de 2018, el club anunció la renovación anticipada del contrato hasta el año 2021. El 8 de agosto de 2018 se consagró ganador en Japón de la Copa Suruga Bank ganándole 1 a 0 al Cerezo Osaka con gol de Silvio Romero. No obstante realizada la renovación del contrato, el club y Holan acordaron dar por terminada la relación contractual el 30 de junio de 2019.

#### Universidad Católica
El 12 de diciembre de 2019 es oficializado como nuevo director técnico de Universidad Católica de Chile para la temporada 2020. Cuatro días después firma su contrato con vigencia hasta el 31 de diciembre de 2021, con una cláusula especial de salida con opción de parte de Holan luego del primer año como entrenador. Hizo su debut con el club en el último partido que disputó la UC en la temporada 2019, la semifinal de la Copa Chile 2019, la cual se aplazó por las protestas en Chile para el 18 de enero de 2020.
El 10 de febrero de 2021, en un torneo aplazado por la pandemia de COVID-19, Universidad Católica se coronó campeón de la Primera División 2020, con Holan al mandó la UC alcanzó su primer tricampeonato de su historia. El 18 de febrero de 2021, tras la obtención del título, hace oficial su salida del club, ejerciendo la cláusula de su contrato.

#### Santos
El 22 de febrero de 2021 es oficializado como nuevo director técnico del Santos de Brasil, hasta el año 2023. El 26 de abril de 2021, renuncia al club debido a malos resultados y también por los incidentes fuera de su departamento de los hinchas del club. El técnico dejará el "Peixe" después de 12 partidos, en los que anotó cuatro victorias, tres empates y cinco derrotas con un rendimiento del 42%.

#### León
El 11 de mayo de 2021 es oficializado como nuevo director técnico del Club León de México. El entrenador fue presentado a través de una llamada telefónica. Los hinchas tenían que marcar un número, en el que luego se escuchaba un mensaje del nuevo entrenador, anunciado su llegada en su primera experiencia en el fútbol mexicano. En septiembre de 2021 el Club León, dirigido por Ariel Holan, venció al Seattle Sounders 3-2 en la final de la Leagues Cup 2021. El equipo mexicano remontó el partido, y el técnico argentino destacó el mérito de los jugadores por su "resiliencia y rebeldía". Para Holan, este título fue histórico para el Club León y los jugadores fueron los "héroes de la noche". El 21 de abril de 2022, el Club León oficializó la renuncia del entrenador a través de redes sociales.

#### Segunda etapa en Universidad Católica
El 30 de abril de 2022, se anunció su retorno a Universidad Católica, firmando un contrato desde el 1 de mayo de 2022 hasta diciembre de 2023. El 22 de julio de 2023 se confirmó su salida del club tras un acuerdo con la dirigencia.

#### Barcelona SC
El 27 de abril de 2024, fue oficializado como entrenador del Barcelona SC.Luego de una serie de malos resultados, su contrato fue rescindido de mutuo acuerdo el 10 de octubre de 2024.

#### Rosario Central
El 6 de noviembre de 2024, fue anunciado como técnico de Rosario Central.

## Clubes

### Como ayudante de campo
| Club               | País      | Año       |
| ------------------ | --------- | --------- |
| Arsenal            | Argentina | 2003-2004 |
| Estudiantes        | Argentina | 2005      |
| Independiente      | Argentina | 2006      |
| Banfield           | Argentina | 2008      |
| Arsenal            | Argentina | 2009-2010 |
| Argentinos Juniors | Argentina | 2011      |
| River Plate        | Argentina | 2011-2012 |
| Banfield           | Argentina | 2013-2015 |

### Como Entrenador
| Club                 | País      | Año           |
| -------------------- | --------- | ------------- |
| Defensa y Justicia   | Argentina | 2015-2016     |
| Independiente        | Argentina | 2017-2019     |
| Universidad Católica | Chile     | 2020          |
| Santos               | Brasil    | 2021          |
| León                 | México    | 2021-2022     |
| Universidad Católica | Chile     | 2023          |
| Barcelona SC         | Ecuador   | 2024          |
| Rosario Central      | Argentina | 2024-presente |

## Estadísticas como entrenador
| Equipo                       | Div.                | Temporada           | Liga | Liga | Liga | Liga | Liga |    | Copa | Copa | Copa | Copa |    | Internacional | Internacional | Internacional | Internacional | Internacional |   | Otros | Otros | Otros | Otros |    | Totales     | Totales | Totales | Totales | Totales | Totales | Totales | Totales | Totales |
| Equipo                       | Div.                | Temporada           | PD   | G    | E    | P    | Pos. | PD | G    | E    | P    | PD   | G  | E             | P             | Pos.          | PD            | G             | E | P     | PD    | G     | E     | P  | Rendimiento | GF      | GC      | Dif.    | Ptos.   |         |         |         |         |
| ---------------------------- | ------------------- | ------------------- | ---- | ---- | ---- | ---- | ---- | -- | ---- | ---- | ---- | ---- | -- | ------------- | ------------- | ------------- | ------------- | ------------- | - | ----- | ----- | ----- | ----- | -- | ----------- | ------- | ------- | ------- | ------- | ------- | ------- | ------- | ------- |
| Defensa y Justicia Argentina | 1.ª                 | 2015                | 15   | 6    | 3    | 6    | 21.º | 3  | 1    | 1    | 1    | -    | -  | -             | -             | -             | -             | -             | - | -     | 18    | 7     | 4     | 7  | 46.3%       | 16      | 13      | +3      | 25      |         |         |         |         |
| Defensa y Justicia Argentina | 1.ª                 | 2016                | 16   | 7    | 4    | 5    | 8.º  | 3  | 2    | 0    | 1    | -    | -  | -             | -             | -             | -             | -             | - | -     | 19    | 9     | 4     | 6  | 54.39%      | 29      | 18      | +11     | 31      |         |         |         |         |
| Defensa y Justicia Argentina | 1.ª                 | 2016-17             | 10   | 1    | 5    | 4    | Inc. | -  | -    | -    | -    | -    | -  | -             | -             | -             | -             | -             | - | -     | 10    | 1     | 5     | 4  | 26.67%      | 6       | 11      | -5      | 8       |         |         |         |         |
| Defensa y Justicia Argentina | Total               | Total               | 41   | 14   | 12   | 15   | -    | 6  | 3    | 1    | 2    | -    | -  | -             | -             | -             | -             | -             | - | -     | 47    | 17    | 13    | 17 | 45.39%      | 51      | 42      | +9      | 64      |         |         |         |         |
| Independiente Argentina      | 1.ª                 | 2016-17             | 16   | 8    | 7    | 1    | 6.º  | 2  | 0    | 1    | 1    | 12   | 8  | 2             | 2             | 1.º           | -             | -             | - | -     | 30    | 16    | 10    | 4  | 64.44%      | 50      | 24      | +26     | 58      |         |         |         |         |
| Independiente Argentina      | 1.ª                 | 2017-18             | 27   | 13   | 7    | 7    | 6.º  | 2  | 1    | 1    | 0    | 10   | 4  | 3             | 3             | 1/4           | 3             | 1             | 2 | 0     | 42    | 19    | 13    | 10 | 55.56%      | 50      | 28      | +22     | 70      |         |         |         |         |
| Independiente Argentina      | 1.ª                 | 2018-19             | 25   | 10   | 8    | 7    | 7.º  | 3  | 1    | 1    | 1    | 4    | 3  | 0             | 1             | 1/4           | -             | -             | - | -     | 32    | 14    | 9     | 9  | 53.13%      | 52      | 37      | +15     | 51      |         |         |         |         |
| Independiente Argentina      | Total               | Total               | 68   | 31   | 22   | 15   | -    | 7  | 2    | 3    | 2    | 26   | 15 | 5             | 6             | -             | 3             | 1             | 2 | 0     | 104   | 49    | 32    | 23 | 57.38%      | 152     | 89      | +63     | 179     |         |         |         |         |
| Universidad Católica · Chile | 1.ª                 | 2020                | 34   | 18   | 11   | 5    | 1.º  | 1  | 0    | 1    | 0    | 12   | 5  | 2             | 5             | 1/4           | -             | -             | - | -     | 47    | 23    | 14    | 10 | 58.87%      | 79      | 52      | +27     | 83      |         |         |         |         |
| Santos · Brasil              | 1.ª                 | 2021                | -    | -    | -    | -    | -    | 7  | 2    | 1    | 4    | 5    | 2  | 2             | 1             | Inc.          | -             | -             | - | -     | 12    | 4     | 3     | 5  | 41.66%      | 12      | 19      | -7      | 15      |         |         |         |         |
| Santos · Brasil              | Total               | Total               | -    | -    | -    | -    | -    | 7  | 2    | 1    | 4    | 5    | 2  | 2             | 1             | -             | -             | -             | - | -     | 12    | 4     | 3     | 5  | 41.66%      | 12      | 19      | -7      | 15      |         |         |         |         |
| León · México                | 1.ª                 | 2021-A              | 23   | 11   | 5    | 7    | 2.º  | -  | -    | -    | -    | -    | -  | -             | -             | -             | 1             | 0             | 0 | 1     | 24    | 11    | 5     | 8  | 52.77%      | 30      | 24      | +6      | 38      |         |         |         |         |
| León · México                | 1.ª                 | 2022-C              | 15   | 5    | 4    | 6    | Inc. | -  | -    | -    | -    | 4    | 2  | 1             | 1             | 1/4           | -             | -             | - | -     | 19    | 7     | 5     | 7  | 45.61%      | 16      | 21      | -5      | 26      |         |         |         |         |
| León · México                | Total               | Total               | 38   | 16   | 9    | 13   | -    | -  | -    | -    | -    | 4    | 2  | 1             | 1             | -             | 1             | 0             | 0 | 1     | 43    | 18    | 10    | 15 | 49.61%      | 46      | 45      | +1      | 64      |         |         |         |         |
| Universidad Católica · Chile | 1.ª                 | 2022                | 18   | 9    | 5    | 4    | 6.º  | 6  | 4    | 1    | 1    | 4    | 0  | 0             | 4             | 1/8           | -             | -             | - | -     | 28    | 13    | 6     | 9  | 53.57%      | 44      | 33      | +11     | 45      |         |         |         |         |
| Universidad Católica · Chile | 1.ª                 | 2023                | 17   | 6    | 5    | 6    | Inc. | 2  | 1    | 1    | 0    | 1    | 0  | 0             | 1             | 1ªF           | -             | -             | - | -     | 20    | 7     | 6     | 7  | 45%         | 33      | 28      | +5      | 27      |         |         |         |         |
| Universidad Católica · Chile | Total               | Total               | 69   | 33   | 21   | 15   | -    | 9  | 5    | 3    | 1    | 17   | 5  | 2             | 10            | -             | -             | -             | - | -     | 95    | 43    | 26    | 26 | 54.38%      | 156     | 113     | +43     | 155     |         |         |         |         |
| Barcelona SC · Ecuador       | 1.ª                 | 2024                | 16   | 9    | 2    | 5    | Inc. | 1  | 0    | 0    | 1    | 5    | 1  | 2             | 2             | 1/16          | -             | -             | - | -     | 22    | 10    | 4     | 8  | 51.51%      | 28      | 27      | +1      | 34      |         |         |         |         |
| Barcelona SC · Ecuador       | Total               | Total               | 16   | 9    | 2    | 5    | -    | 1  | 0    | 0    | 1    | 5    | 1  | 2             | 2             | -             | -             | -             | - | -     | 22    | 10    | 4     | 8  | 51.51%      | 28      | 27      | +1      | 34      |         |         |         |         |
| Rosario Central Argentina    | 1.ª                 | 2024                | 5    | 2    | 1    | 2    | 20.º | -  | -    | -    | -    | -    | -  | -             | -             | -             | -             | -             | - | -     | 5     | 2     | 1     | 2  | 46.67%      | 4       | 8       | -4      | 7       |         |         |         |         |
| Rosario Central Argentina    | 1.ª                 | 2025-A              | 18   | 11   | 5    | 2    | 1/4  | 1  | 1    | 0    | 0    | -    | -  | -             | -             | -             | -             | -             | - | -     | 19    | 12    | 5     | 2  | 71.93%      | 25      | 9       | +16     | 41      |         |         |         |         |
| Rosario Central Argentina    | 1.ª                 | 2025-C              | 5    | 1    | 4    | 0    | -    | 1  | 0    | 1    | 0    | -    | -  | -             | -             | -             | -             | -             | - | -     | 6     | 1     | 5     | 0  | 44.45%      | 3       | 2       | +1      | 8       |         |         |         |         |
| Rosario Central Argentina    | Total               | Total               | 28   | 14   | 10   | 4    | -    | 2  | 1    | 1    | 0    | -    | -  | -             | -             | -             | -             | -             | - | -     | 30    | 15    | 11    | 4  | 62.22%      | 32      | 19      | +13     | 56      |         |         |         |         |
| Total en su carrera          | Total en su carrera | Total en su carrera | 260  | 117  | 76   | 67   | -    | 32 | 13   | 9    | 10   | 57   | 25 | 12            | 20            | -             | 4             | 1             | 2 | 1     | 353   | 156   | 99    | 98 | 53.54%      | 477     | 354     | +123    | 567     |         |         |         |         |
| 1. 2. 3. 4.                  |                     |                     |      |      |      |      |      |    |      |      |      |      |    |               |               |               |               |               |   |       |       |       |       |    |             |         |         |         |         |         |         |         |         |

### Resumen estadístico
| Competición                      | Partidos | Ganados | Empatados | Perdidos | %      | Resultado              |
| -------------------------------- | -------- | ------- | --------- | -------- | ------ | ---------------------- |
| Primera División de Argentina    | 137      | 59      | 44        | 34       | 53.78% | 6.º lugar              |
| Copa Argentina                   | 13       | 6       | 4         | 3        | 56.41% | Cuartos de final       |
| Copa de la Superliga Argentina   | 2        | 0       | 1         | 1        | 33.33% | Primera fase           |
| Primera División de Chile        | 69       | 33      | 21        | 15       | 57.97% | Campeón                |
| Copa Chile                       | 9        | 5       | 3         | 1        | 66.67% | Semifinales            |
| Paulistão                        | 7        | 2       | 1         | 4        | 37.14% | Fase de grupos         |
| Liga MX                          | 38       | 16      | 9         | 13       | 50%    | Subcampeón             |
| Campeón de Campeones             | 1        | 0       | 0         | 1        | 0%     | Subcampeón             |
| Serie A de Ecuador               | 16       | 9       | 2         | 5        | 60.42% | 3.er lugar             |
| Copa Ecuador                     | 1        | 0       | 0         | 1        | 0%     | Dieciseisavos de final |
| Copa Libertadores                | 25       | 9       | 7         | 9        | 45.33% | Cuartos de final       |
| Copa Sudamericana                | 27       | 14      | 4         | 9        | 56.79% | Campeón                |
| Liga de Campeones de la Concacaf | 4        | 2       | 1         | 1        | 58.33% | Cuartos de final       |
| Recopa Sudamericana              | 2        | 0       | 2         | 0        | 33.33% | Subcampeón             |
| Suruga Bank                      | 1        | 1       | 0         | 0        | 100%   | Campeón                |
| TOTAL                            | 353      | 156     | 99        | 98       | 53.54% | 3 Títulos              |

## Palmarés

### Como ayudante de campo

#### Campeonatos nacionales
| Título             | Equipo      | País      | Año     |
| ------------------ | ----------- | --------- | ------- |
| Primera B Nacional | River Plate | Argentina | 2011/12 |
| Primera B Nacional | Banfield    | Argentina | 2013/14 |

### Como entrenador

#### Campeonatos nacionales
| Título           | Equipo               | País  | Año  |
| ---------------- | -------------------- | ----- | ---- |
| Primera División | Universidad Católica | Chile | 2020 |

#### Campeonatos internacionales
| Título            | Equipo        | Sede           | Año  |
| ----------------- | ------------- | -------------- | ---- |
| Copa Sudamericana | Independiente | Río de Janeiro | 2017 |
| Copa Suruga Bank  | Independiente | Osaka          | 2018 |

### Hockey

#### Como entrenador

##### Campeonatos internacionales
| Título               | Equipo  | Sede          | Año  |
| -------------------- | ------- | ------------- | ---- |
| Juegos Panamericanos | Uruguay | Santo Domingo | 2003 |

| Predecesor: Caio Júnior | Entrenadores campeones de la Copa Sudamericana 2017 | Sucesor: Tiago Nunes |